# Ingerana alpina
Ingerana alpina är en groddjursart som först beskrevs av Huang och Ye 1997.  Ingerana alpina ingår i släktet Ingerana och familjen Dicroglossidae. IUCN kategoriserar arten globalt som otillräckligt studerad. Inga underarter finns listade i Catalogue of Life.